# 布莱尔教士住宅
布莱尔教士住宅（선교사 블레어 주택）是是韩国大邱广域市中区的一座历史遗产建筑，1989年6月15日列为有形文化财产第26号。
这座建筑建于1910年左右，是传教士布莱尔（Blair）和赖斯（Rice）的住宅。 它目前用作教育和历史博物馆。
布莱尔教士住宅是一栋红砖砌筑的二层楼房，体现当时美国住宅的风格，南北较长，基本保留原貌。楼顶有红砖烟囱，楼内有木地板。 一楼有阳台、客厅、客厅、卧室、餐厅和厨房，二楼有楼梯相连，有卧室和浴室。 窗户可以上下打开，门厅阳台上方设有日光浴室。

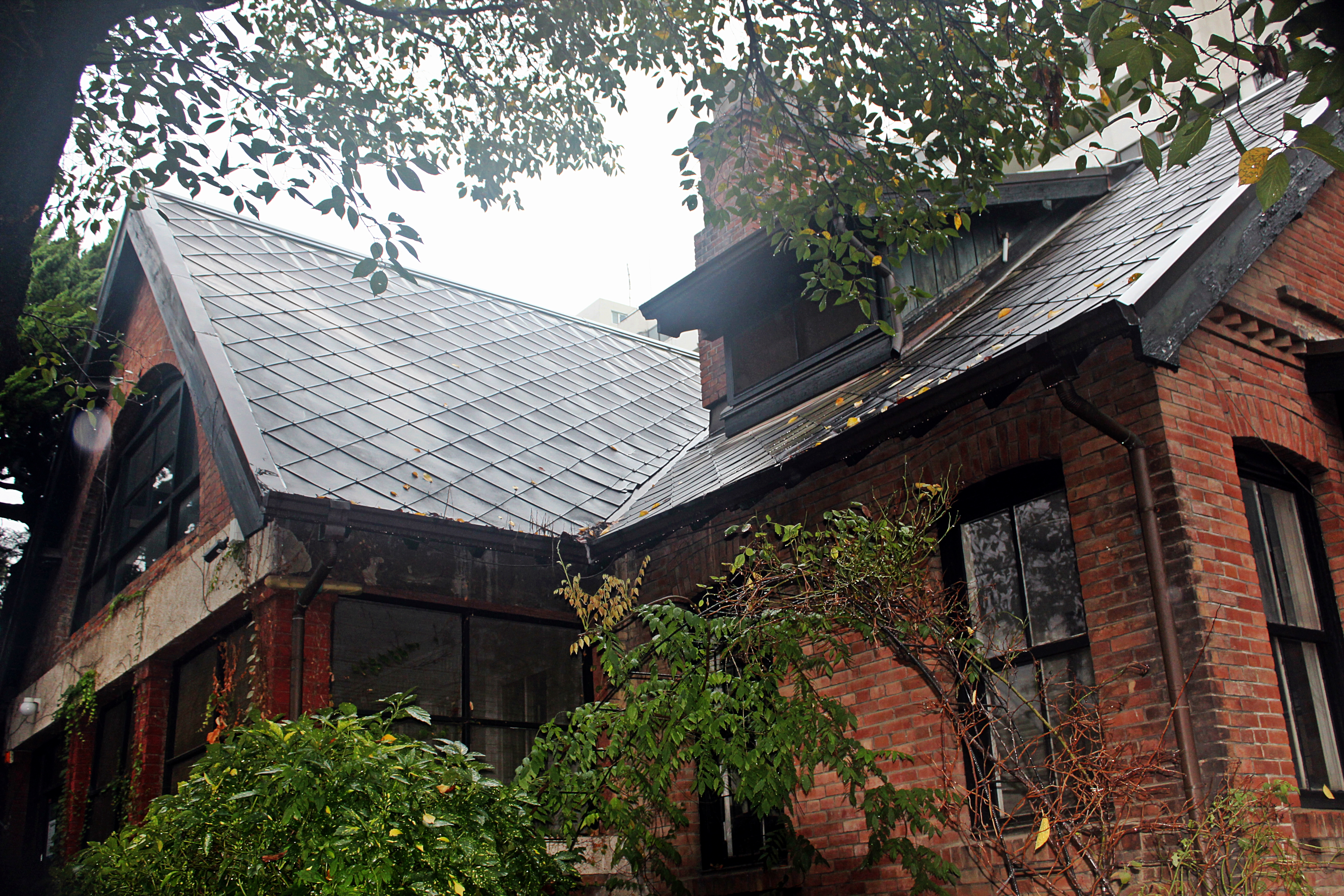